# Família Eh Bee
A Família Eh Bee são personalidades da internet mais conhecido por seus canais no Vine, YouTube, Instagram e Facebook que têm mais de 15 milhões de assinantes combinados e bem mais de dois milhões de visualizações totais. Eles criam esquetes e paródias para entreter um público centrado na família.

## Membros
A Família "Eh Bee" consistem numa família de quatro pessoas  o pai (Papa Bee), A mãe (Mama Bee), O filho (Mr. Monkey), e a irmã (Ms. Monkey). Os membros não usam seus nomes reais por razões de privacidade.

## Carreira
A Família "Eh Bee" é conhecida por suas contas de mídia social, incluindo Vine, YouTube, Instagram , Facebook e Tik tok Eles também estrelaram em anúncios patrocinados para empresas como a Johnson & Johnson, Toyota e Regal Cinemas  e também tem sido destaque na New York Daily News, na Buzzfeed, Good Morning America, Today.com e outros meios de comunicação. As redes sociais da família foram nomeadas para um Streamy Award em 2015 e um Shorty Award em 2016.